# Stomiidae
Stomiidae (Cá rồng biển sâu) là một họ cá vây tia biển sâu. Chúng khá nhỏ, thường khoảng 15 cm, tới 26 cm.

## Đặc điểm
Chúng sở hữu đôi mắt to cùng những chiếc răng nanh dài, da của chúng không được bọc vảy mà thay vào đó trơn láng như của loài lươn. Cá rồng biển sâu có kích thước trung bình khoảng 15 cm và sống ở độ sâu từ 1.828m. Giống với nhiều loài vật sống tại đáy biển khác, cá rồng cũng có bộ phận phát quang sinh học để săn mồi hoặc giao tiếp.
Bộ phận phát quang của cá rồng là một chiếc râu nhỏ ở dưới cằm. Chúng đung đưa chiếc râu phát sáng như một hình thức giao tiếp với đồng loại, hoặc để thu hút con mồi. Một số loài cá rồng biển sâu còn tiến hóa để nhìn thấy và phát ra ánh sáng đỏ, thứ ánh sáng mà hầu hết các sinh vật dưới đáy biển không thấy được. Lợi thế này giúp chúng có thể giao tiếp một cách bí mật hoặc rọi sáng con mồi trước khi tấn công mà không bị phát hiện.

## Phân loại
Stomiidae
- Phân họ Astronesthinae
  -     - Chi Astronesthes – Borostomias – Eupogonesthes – Heterophotus – Neonesthes – Rhadinesthes
- Idiacanthinae
  -     - Chi Idiacanthus
- Malacosteinae
  -     - Chi Aristostomias – Malacosteus – Photostomias
- Melanostomiinae
  -     - Chi Bathophilus - Bathysphaera - Chirostomias - Echiostoma - Eustomias - Flagellostomias - Grammatostomias - Leptostomias - Melanostomias - Odontostomias - Opostomias - Pachystomias - Photonectes - Tactostoma - Thysanactis - Trigonolampa
- Stomiinae
  - Tông Stomiini
    - Chi Stomias

  - Chauliodontini
    - Chi Chauliodus